# Chanteurs sans frontières
Chanteurs sans frontières est une association française créée en 1985 suivant le modèle anglo-saxon Band Aid avec le même but : venir en aide aux victimes de la famine qui sévissait alors en Éthiopie. L'association présidée par Antoine di Zazzo, directeur général de Pathé-Marconi EMI, était dirigée par Dominique Quilichini (alors épouse de Renaud), Francis Cabrel (trésorier), Franck Langolff (compositeur de la musique) et de Rony Brauman, président de Médecins sans frontières.
Le total des dons avait atteint 23 millions de francs distribués à Médecins sans frontières (à 90 %), AICF, Médecins du monde, et aux Restos du cœur.

## Le principe
L'idée anglo-saxonne a été reprise à l'initiative de Valérie Lagrange et sous l'égide de Renaud.
Le groupe musical formé pour l'occasion a sorti, en mars 1985, le maxi 45 tours Éthiopie. Le disque s'est vendu rapidement à plus d'un million d’exemplaires et a rapporté plus de 10 millions de francs qui ont été reversés à l'association Médecins sans frontières. Le cumul des ventes du disque a dépassé, finalement, le 1,5 million d'exemplaires.

## Le disque
La chanson Éthiopie est écrite par Renaud sur une musique de Franck Langolff, la version instrumentale figure en face B (Maxi 45 tours Pathé Marconi  paru en mars 1985).
Une version "Picture Disc" a également été produite la même année

## Les artistes participants à la chansonÉthiopie
- Alain Souchon
- Axel Bauer
- Bernie Bonvoisin de Trust
- Catherine Lara
- CharlÉlie Couture
- Christophe
- Coluche
- Diane Dufresne
- Diane Tell
- Didier Barbelivien
- Fabienne Thibeault
- France Gall
- Francis Cabrel
- Gérard Blanchard
- Gérard Depardieu
- Hervé Cristiani
- Hugues Aufray
- Jacques Higelin
- Jeane Manson
- Jean-Jacques Goldman
- Jean-Louis Aubert de Téléphone
- Josiane Balasko
- Julien Clerc
- Laurent Voulzy
- Louis Chedid
- Maxime Le Forestier
- Michel Berger
- Michel Delpech
- Nicolas Peyrac
- Olive de Lili Drop
- Renaud
- Richard Berry
- Richard Gotainer
- Valérie Lagrange
- Véronique Sanson

Serge Gainsbourg, ami de Renaud, n’a pas participé à l’enregistrement du disque car il venait de perdre sa mère à cette période. Il a réparé  son absence à la création du disque en signant en direct dans l’émission Le Jeu de la vérité sur TF1, un chèque de 100 000 francs à l’ordre de Médecins sans frontières.[réf. nécessaire]

## Le concert
Les Chanteurs sans frontières donnent un concert à La Courneuve le dimanche 13 octobre 1985. Plus de 80 artistes, tous bénévoles, sont réunis sur scène à l'occasion. Cependant, le concert n'est pas à la hauteur des espérances de ses organisateurs. Alors que 150 000 spectateurs sont attendus, seuls 15 000 répondent présent. Le prix des places trop élevé pour un concert caritatif (120 francs) est évoqué comme la cause principale la plus probable de cet échec.
Les fonds récoltés sont reversés à diverses associations œuvrant pour l’Éthiopie et une première participation aux Restos du cœur de Coluche qui lui permit de continuer son œuvre alors qu'il était dans le doute.